# مارسيلو ألفاريز
مارسيلو ألفاريز (بالإسبانية: Marcelo Álvarez)‏ (و. 1962 – م) هو مغني أوبرا، ومغني، من الأرجنتين، ولد في قرطبة.

## روابط خارجية
- مارسيلو ألفاريز على موقع IMDb (الإنجليزية)
- مارسيلو ألفاريز على موقع ميوزك برينز (الإنجليزية)
- مارسيلو ألفاريز على موقع ديسكوغز (الإنجليزية)
- مارسيلو ألفاريز على موقع قاعدة بيانات الفيلم (الإنجليزية)